# ワルター・ジュスキント
ワルター・ジュスキント（Walter Süsskind, 1913年5月1日 - 1980年3月25日）は、チェコの指揮者。

## 経歴
プラハの生まれ。プラハ国立音楽院でスークとハーバに作曲を、カレル・ホフマイスターにピアノを師事した。また、ドイツ音楽アカデミーではジョージ・セルに指揮を教わっている。
1931年にピアニストとしてデビューしたが、1934年にはプラハ・ドイツ歌劇場でセルのアシスタントとして指揮者のキャリアを開始することになった。1938年にプラハ・ドイツ歌劇場が閉鎖されると、ナチスの迫害を嫌ってイギリスへと逃れ、チェコ三重奏団のピアノ担当として糊口をしのいだ。1941年に指揮活動を再開し、1943年から1945年までカール・ローザ・オペラ・カンパニーの指揮者を務めた。1946年から1952年まではスコットランド管弦楽団の首席指揮者を務め、1953年から2シーズンの間メルボルン交響楽団の指揮者を務めていた。1956年から1965年まではトロント交響楽団の首席指揮者となり、この間にカナダでユース・オーケストラを結成したり、アスペン音楽祭の監督を務めたりもしている。1968年からはセントルイス交響楽団の音楽監督に就任し、1975年まで務めた。最終ポストは、1978年から没年にかけてのシンシナティ交響楽団の首席指揮者である。
1980年、カリフォルニア州バークレーでこの世を去った。